# Konjaku Monogatarishū

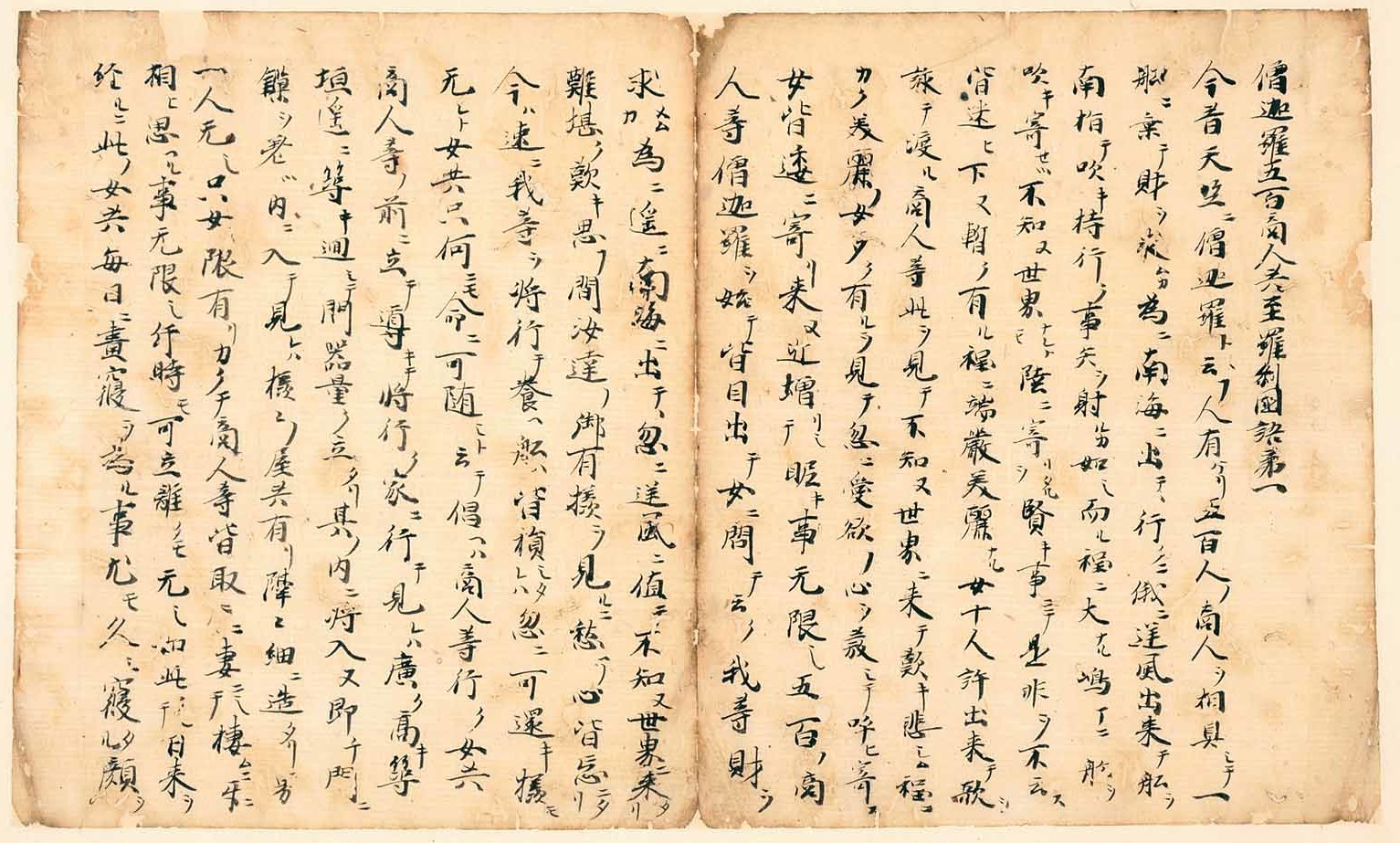
Konjaku Monogatarishū

Die Konjaku Monogatarishū (jap. 今昔物語集, „Geschichtensammlung von Jetzt und Einst“, häufig auch in der etwas kürzeren Form: Konjaku Monogatari) ist eine Anthologie, die mehr als 1000 japanische Setsuwa aus der späten Heian-Zeit umfasst. Ursprünglich umfasste die Sammlung 31 Maki (Schriftrollen), doch fehlen heute die Rollen 8, 18 und 21, sodass gegenwärtig nur noch 28 Maki im Original erhalten sind. Die Sammlung beinhaltet Erzählungen aus Indien, China und Japan. Der Autor und die genaue Entstehungszeit sind unbekannt. Der Titel der Anthologie rührt aus der Tatsache, dass jede Geschichte mit der Floskel 「今ハ昔」 (Ima wa mukashi, entspricht im Deutschen der typischen Einleitung eines Märchens: Es war einmal) beginnt. Die sinojapanische Lesung ergibt: kon jaku.

## Überblick
Obgleich der Autor unbekannt ist, gibt es verschiedene Annahmen über mögliche Herausgeber des Konjaku Monogatari. Betrachtet man das Uji Dainagon Monogatari als erweiterte Ausgabe des Konjaku Monogatari, so könnte Minamoto no Takakuni (源 隆国, 1004–1077) der Herausgeber gewesen sein. Betrachtet man neben der Kriegerklasse und dem Tennō auch den Klerus als dritte Macht, so kommt auch ein Mönch als Herausgeber in Frage; so etwa der Mönch Toba Sōjō (鳥羽 僧正, 1053–1140), auch unter dem Namen Kakuyū (覚猷) bekannt.
Legt man inhaltliche Aspekte des Konjaku Monogatari zugrunde und vergleicht sie mit historischen Ereignissen, wie der Hōgen-Rebellion (1156), der Heiji-Rebellion (1159/60) und dem Gempei-Krieg (1180–85), so liegt der Schluss nahe, dass die Sammlung in der ersten Hälfte des 12. Jahrhunderts, vermutlich nach 1120, entstand.
Das älteste erhaltene Manuskript ist die Suzuka Ausgabe (鈴鹿家旧蔵本, Suzuka kyū-zōhon), die 1996 als Nationalschatz deklariert wurde und sich im Besitz der Universität Kyōto befindet. 

## Inhalt
Das Konjaku Monogatari kann anhand der Topografie in drei Abschnitte unterteilt werden. Der erste Abschnitt, der die ersten fünf Maki umfasst, wird als Tenjiku (天竺) bezeichnet, da er die Erzählungen von Indien beinhaltet. Die folgenden fünf Maki bilden den zweiten Abschnitt, Shintan (震旦), in dem die Erzählungen aus China versammelt sind. Die restlichen Rollen der Anthologie, der Honchō Abschnitt (本朝) handelt von Japan.
Jeder der drei Teile besitzt im buddhistischen Sinne moralisierende Aspekte. Aufgrund der Satzkonstruktion, die in ihrer Art referenzierend ist, nimmt man an, dass das Konjaku Monogatari keine genuine Neuschöpfung ist, sondern Kopie und eklektizistische Wiederholung bereits existierender Werke jener Zeit. Die Abschnitte des Konjaku Monogatari kopieren – oft in vereinfachten Zeichen – Teile des Nihon Ryōiki und erinnern an das Sanbōekotoba (三宝絵詞) oder Honchō hokke genki (本朝法華験記).
Der Stil der Sazuka Ausgabe ist weitgehend schlicht. Die Verwendung des Kanji-Kana-majiribun begrenzt zwar die rhetorischen Mittel, erzeugt dafür aber einen Sprachfluss der dem der gesprochenen Sprache sehr nahekommt. Im Originalmanuskript werden dafür Katakana gemischt mit Kanji verwendet. 
Das Konjaku Monogatari hatte großen Einfluss auf die Setsuwa Literatur, insbesondere auf das Uji Shūi Monogatari aus dem 13. Jahrhundert. Insbesondere auch Werke von Schriftstellern der Taishō-Zeit weisen Bezüge und Einflüsse zum Konjaku Monogatari auf, so etwa Akutagawa Ryūnosukes Werk Rashōmon und Hana.

### Deutsche Übersetzungen
- Ingrid Schuster (Übs.), Horst Hammitzsch (Hrsg.): Erzählungen des alten Japan: Aus dem Konjaku-Monogatari. Reclam, Stuttgart 1966. 71 (Teilausgabe)
- Satoshi Tsukakoshi, Jōichi Nagano, Max Niehans (Übs.): Konjaku: Altjapanische Geschichten aus dem Volk zur Heian-Zeit. [Mutmassl. Verf.:] Takakuni Minamoto, Niehans, Zürich 1958
- Hans Eckardt: Das Kokonchomonshū des Tachibana Narisue als musikgeschichtliche Quelle. Harrassowitz, Wiesbaden 1956, Sert.: Göttinger asiatische Forschungen, 16 [Teile des Kap. 6]